# Black 47 (Film)
Black 47 ist ein Filmdrama des Regisseurs Lance Daly aus dem Jahr 2018. Der Film spielt in der Zeit der Großen Hungersnot in Irland, die von 1845 bis 1849 eine Million Menschenleben kostete, etwa zwölf Prozent der irischen Bevölkerung. Das schlimmste Jahr 1847 wurde Black 47 genannt.

## Handlung
Feeney ist aus der britischen Armee desertiert und kommt in seine irische Heimat zurück. Er erfährt, dass seine Mutter aus ihrem Haus geworfen wurde und kurz darauf gestorben ist, und dass sein Bruder gehängt wurde. Als er dazukommt, wie die Witwe seines Bruders und ihre Kinder aus ihrem Haus vertrieben werden sollen, versucht er einzugreifen, wird allerdings verhaftet und muss hilflos mit ansehen, wie sein Neffe erschossen wird. Später gelingt ihm die Flucht; dabei tötet er sechs Polizisten. Er kehrt zurück zum Haus seines Bruders, bei dem die Polizisten zwischenzeitlich das Dach abgedeckt haben, und findet seine Schwägerin und eine ihrer Töchter erfroren in der Ruine. Von der anderen Tochter sind nur Spuren im Schnee vorhanden.
Feeney reitet zu Beartla, der als Mieteintreiber seine Mutter aus ihrem Haus vertrieben hat und es jetzt als Schweinestall nutzt. Von ihm erfährt Feeney, wer der Richter ist, der seinen Bruder zum Tode verurteilt hat. Beartla versucht, Feeney zu erschießen, doch der köpft Beartla und setzt einen Schweinekopf auf den Rumpf des Toten. Später wird offenbart, dass er Beartlas Kopf im Haus seiner Mutter aufspießt. Anschließend sucht er den Richter auf und erhängt ihn am Gerichtsgebäude.
In der Zwischenzeit wird Hannah, der mit Feeney in Afghanistan gedient und zuletzt für die Royal Irish Constabulary gearbeitet hat, auf seine Spur angesetzt. Gemeinsam mit dem Armeeoffizier Pope begibt er sich auf die Suche. Sie stoßen auf die Getöteten und lernen Conneely kennen, den Pope als Dolmetscher anheuert. Sie erkennen, dass Feeney auf einem Rachefeldzug ist, und reiten zum Anwesen von Lord Kilmichaels Gutsverwalter Cronin, dem Auftraggeber von Beartla. Dort geraten sie in eine Schießerei mit Feeney, der gerade Cronin getötet hat. Feeney entkommt und die Verfolger machen sich auf den Weg zu Lord Kilmichael, um ihn zu warnen und zu beschützen. Der glaubt aber nicht, dass er gefährdet ist, da er durch die Polizei geschützt wird. Er weigert sich, seine Pläne zu ändern, und begibt sich mit dem Getreide, das er von den Bauern eingesammelt hat, auf den Weg nach Dublin. Dabei begleiten ihn Feeneys Verfolger.
Als die Reisegruppe in einem Hotel übernachtet, dringt Feeney dort ein, gerät allerdings in eine Falle: Im Bett des Lords liegt Pope und auch Hannah befindet sich im Raum. Als der den Befehl, Feeney zu erschießen, nicht ausführt, kann Feeney entkommen und dabei Lord Kilmichael entführen.
Am nächsten Tag soll Hannah wegen der Gehorsamsverweigerung hingerichtet werden, doch Feeney erschießt zwei Soldaten des Erschießungskommandos. Anschließend jagt er ein Pferd, auf dem der gefesselte, geknebelte und vermummte Lord Kilmichael sitzt, in den Kasernenhof. Die Soldaten erschießen ihn, weil sie ihn für Feeney halten. Die vor der Kaserne wartenden, hungernden Einheimischen dringen in die Kaserne ein und plündern die Getreidevorräte. Im allgemeinen Getümmel gelingt es Hannah, sich mithilfe von Conneely von seinen Fesseln zu befreien. Auf einem Pferd reitet er in den Stall, in dem Feeney gegen mehrere Soldaten kämpft, um ihn zu retten. Gemeinsam fliehen die beiden, wobei Feeney von Pope angeschossen und tödlich verwundet wird. Im Sterben rät er Hannah, Irland zu verlassen und nach Amerika zu gehen.
Schließlich verfolgt Hannah den allein reitenden Pope, der an einer Gruppe Einheimischer vorbeireitet, unter denen sich Feeneys Nichte befindet. Die Einheimischen, die sich über das Auswandern nach Amerika unterhalten, biegen dann ab. Hannah bleibt an der Weggabelung stehen und blickt mehrfach unentschlossen Pope und den Einheimischen hinterher.

## Hintergrund
Black 47 wurde in Irland in der Region Connemara sowie in Kildare und Wicklow gedreht. Erstmals wurde er im Rahmen der Internationalen Filmfestspiele Berlin 2018 aufgeführt.

## Besetzung und Synchronisation
| Darsteller        | Deutscher Sprecher | Rolle           |
| ----------------- | ------------------ | --------------- |
| Hugo Weaving      | Wolfgang Condrus   | Hannah          |
| James Frecheville | Tommy Morgenstern  | Feeney          |
| Stephen Rea       | Stefan Gossler     | Conneely        |
| Freddie Fox       | Amadeus Strobl     | Pope            |
| Barry Keoghan     |                    | Hobson          |
| Moe Dunford       |                    | Fitzgibbon      |
| Sarah Greene      |                    | Ellie           |
| Jim Broadbent     | Roland Hemmo       | Lord Kilmichael |
| Ronan O’Connor    |                    | Red             |

## Rezeption

### Auszeichnungen
Bei den Dublin Film Critics Circle Awards 2018 wurde Black 47 als Bester irischer Film nominiert. Bei den Women Film Critics Circle Awards 2018 wurde Hugo Weaving als Bester Darsteller nominiert.

### Kritik
„Auf der Basis seiner geradlinigen Vergeltungsgeschichte entfaltet der Film ein niederschmetterndes Panorama des gebeutelten Landes und der politischen Missstände, bricht mit differenzierten Figurenzeichnungen einfache Schwarz-weiß-Malereien auf und erzählt von den Wurzeln einer Hass- und Gewaltspirale, die bis weit ins 20. Jahrhundert hineinreicht.“